# Egidio Raimondo Maccanti
Egidio Raimondo Maccanti (Carmignano, 21 marzo 1876 – Vauxcéré, 17 settembre 1918) è stato un presbitero italiano, cappellano militare ed eroe di guerra insignito di tre onorificenze al valore.

## Biografia
Presi i voti, unitamente al nome Raimondo, nell'Ordine dei Domenicani nel 1893, si dedicò per vari anni all'attività di apostolato a Firenze e a Siena. Nel 1915, in seguito a dissidi con i suoi superiori avendo affermato durante una predica che Gesù Cristo era stato il primo socialista, con l'entrata dell'Italia nella prima guerra mondiale partì per il fronte francese, inizialmente come volontario e dal 1917 arruolato come cappellano militare con il grado di tenente, dapprima assegnato al 3º Reggimento bersaglieri e successivamente trasferito al 51º Reggimento fanteria della Brigata garibaldina “Alpi”, comandata dal colonnello Peppino Garibaldi, nipote e omonimo dell'eroe dei due mondi, ed inserita nel II Corpo d'armata italiano in Francia.
Al fronte il barbuto e cordiale cappellano si distinse in numerose azioni di soccorso ai feriti italiani e francesi, che spesso portava a spalle dal campo di battaglia alle retrovie durante i cannoneggiamenti, e per questo motivo venne decorato di medaglia di bronzo nel 1917, medaglia d'argento e croce al merito di guerra nel 1918. Il 17 settembre 1918, sul fronte della Marna, a Vauxcéré, al ritorno da una delle sue azioni di soccorso, il capitano Maccanti venne ferito mortalmente dalle schegge provocate dallo scoppio di un proiettile di artiglieria.
Nel 1924 le sue spoglie vennero traslate a Firenze.
In sua memoria sono state poste due targhe, una al n. 3 di piazza San Marco a Firenze, davanti al convento dei Domenicani, e l'altra nella ex scuola media di Poggio a Caiano. La piccola frazione del comune di Carmignano in cui nacque padre Maccanti appartiene infatti dal 1962 al territorio del comune di Poggio a Caiano, che ha inoltre dedicato una strada al suo glorioso concittadino.